# 皇族
皇族是指皇帝的親屬，即皇室成員，定義隨著時代、地域有所不同。如君主為國王則稱為王族；君主為諸侯則稱為公族。

## 東亞
漢字文化圈的皇室為父系制度，按照宗法制度只承認父系血緣。皇族主要包括君主的直系亲属，如母亲（太后、太妃）、配偶（后妃）、子女（皇子和皇女），还有皇帝的父系亲属，即漢字文化圈所谓的宗室。皇帝的母系親屬與姻亲、女婿、外孫等則不包括在內，稱為外戚，宗室的姻亲亦不包括在內。

## 歐洲
在歐洲，女性往往可以繼承君主之位，在女性可以繼位的地區，女性君主和外孫也屬於皇族，並不限於父系親屬。但母方親屬仍排除在皇族之外，女性君主的姊妹雖然有皇位繼承權，但她們的後代不一定有皇族身份。